# Marvin Rittmüller
Marvin Lee Rittmüller (* 7. März 1999 in Erfurt) ist ein deutscher Fußballspieler, der aktuell bei Eintracht Braunschweig unter Vertrag steht.

## Karriere

### Verein
Rittmüller begann seine fußballerische Ausbildung bei Rot-Weiß Erfurt, bei dem er 2015/16 in der U19 aktiv war. Dort spielte er über die Saison 22 Mal und konnte einen Treffer erzielen, spielte dabei meistens im Mittelfeld. Das erste Mal spielte er 15. August 2015 (1. Spieltag) gegen die U19 des Hamburger SV, als man 2:2 spielte.
Nach der Saison wurde er vom 1. FC Köln verpflichtet, wo er direkt Stammspieler bei den A-Junioren war. In seiner Debütsaison in der Domstadt spielte er in 25 Ligaspielen, wobei er einmal traf. In der Folgesaison war er Kapitän seiner Mannschaft, spielte jedoch nur 15 Ligaspiele.
Im Sommer 2018 unterschrieb er einen Vertrag bei der zweiten Mannschaft in der Regionalliga West. Dort debütierte er am 28. Juli 2018 (1. Spieltag), als er gegen den 1. FC Kaan-Marienborn in der Startelf stand. Das erste Tor für sein neues Team schoss im Spiel darauf bei einer 1:2-Niederlage gegen den Bonner SC. In der gesamten Saison schoss er dieses eine Tor und gab eine Vorlage in 30 Ligaspielen. Auch in der Folgesaison spielte er häufig und spielte 23, wobei er ein Tor und drei Vorlagen machte.
Im Sommer 2020 wechselte er ablösefrei in die 2. Bundesliga zum 1. FC Heidenheim. Am 27. September 2020 (2. Spieltag) debütierte er gegen den FC St. Pauli, als er in der 57. Minute für Florian Pick eingewechselt wurde. In der Folge kam er des Öfteren zum Einsatz konnte sich aber noch nicht gegen Marnon Busch durchsetzen.
Zur Saison 2023/24 wechselte Rittmüller zu Eintracht Braunschweig und unterschrieb einen Vertrag bis 2026. Sein Debüt gab er am 30. Juli 2023, dem 1. Spieltag der Saison, im Spiel gegen Holstein Kiel.

### Nationalmannschaft
Rittmüller spielte bislang viermal für die deutsche U18-Nationalmannschaft.

## Erfolge
- Meister 2. Bundesliga 2023 und Aufstieg in die Bundesliga